# Gran Premio di superbike di Portimão 2012
Il Gran Premio di superbike del Portogallo 2012 è stata la tredicesima e penultima prova del mondiale Superbike 2012. Si è disputata il 23 settembre presso l'Autódromo Internacional do Algarve a Portimão e nello stesso fine settimana si sono corsi il dodicesimo Gran Premio stagionale del mondiale Supersport e il nono della Superstock 1000 FIM Cup. Ha registrato nelle due gare della Superbike le vittorie di Tom Sykes e Eugene Laverty, in Supersport quella di Jules Cluzel e in Superstock quella di Bryan Staring.
In questa occasione è stato matematicamente assegnato il campionato piloti della Supersport, che è stato vinto per la terza volta da Kenan Sofuoğlu, non più raggiungibile dal più vicino inseguitore in classifica, Jules Cluzel, ad una gara dal termine della stagione.

## Superbike

### Gara 1

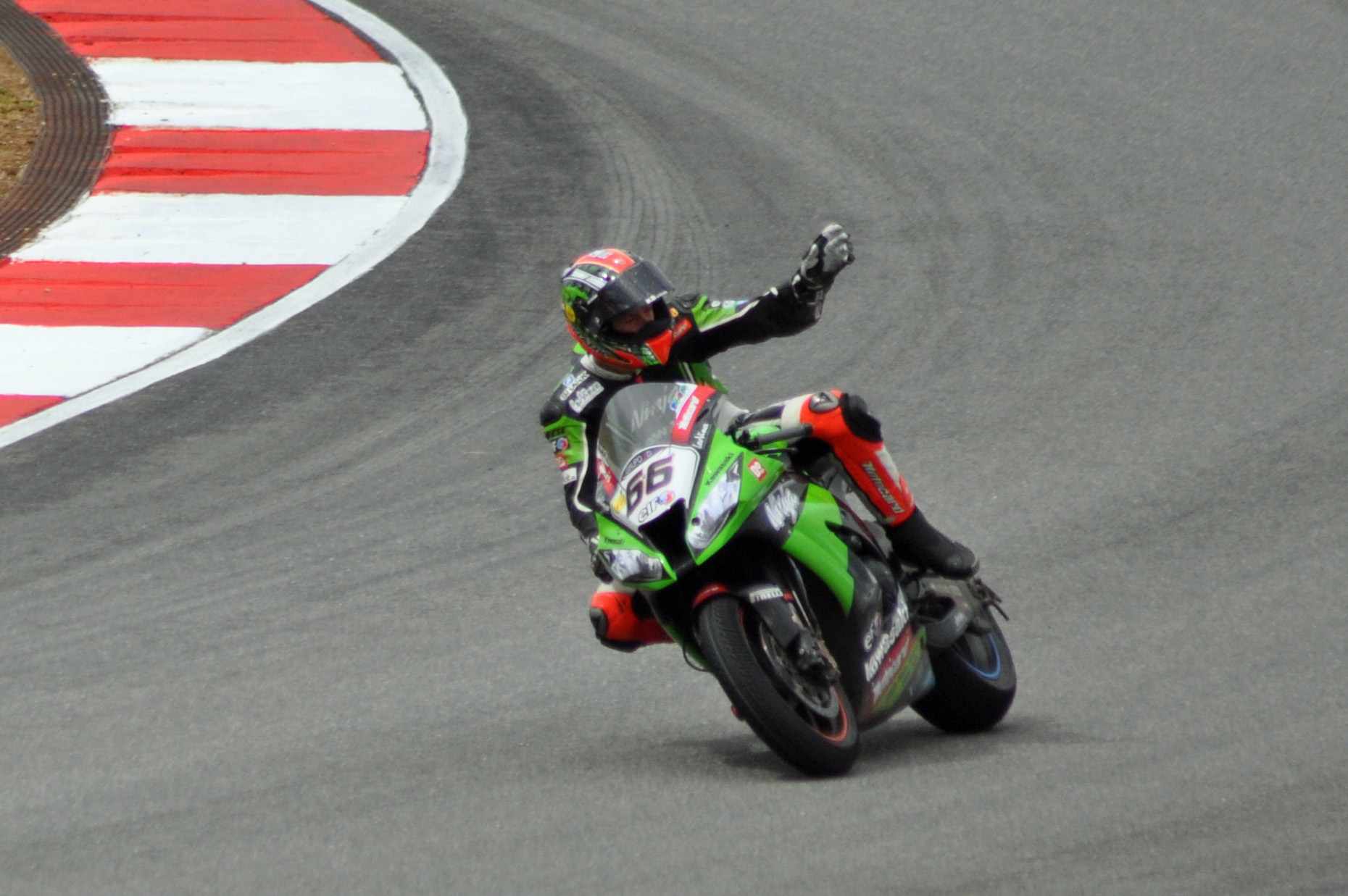
Tom Sykes festeggia la vittoria in gara 1

La gara è stata interrotta con la bandiera rossa nel corso dell'ottavo dei 22 giri previsti per la presenza sul tracciato di olio lasciato dalla moto di Norino Brignola; la corsa è successivamente ripartita sulla distanza di 16 giri, con la griglia di partenza basata sulla classifica al sesto passaggio, e l'ordine d'arrivo della seconda parte di gara ha determinato il risultato finale.

#### Arrivati al traguardo
| Pos. | Nº  | Pilota           | Squadra                       | Motocicletta         | Giri | Tempo     | Griglia | Punti |
| ---- | --- | ---------------- | ----------------------------- | -------------------- | ---- | --------- | ------- | ----- |
| 1º   | 66  | Tom Sykes        | Kawasaki Racing               | Kawasaki ZX-10R      | 16   | 31:42.011 | 1º      | 25    |
| 2º   | 7   | Carlos Checa     | Althea Racing                 | Ducati 1098R         | 16   | +0.300    | 2º      | 20    |
| 3º   | 50  | Sylvain Guintoli | PATA Racing                   | Ducati 1098R         | 16   | +2.732    | 11º     | 16    |
| 4º   | 3   | Max Biaggi       | Aprilia Racing                | Aprilia RSV4 Factory | 16   | +11.564   | 5º      | 13    |
| 5º   | 68  | Brett McCormick  | Effenbert Liberty Racing      | Ducati 1098R         | 16   | +11.771   | 13º     | 11    |
| 6º   | 65  | Jonathan Rea     | Honda World Superbike         | Honda CBR1000RR      | 16   | +11.792   | 7º      | 10    |
| 7º   | 76  | Loris Baz        | Kawasaki Racing               | Kawasaki ZX-10R      | 16   | +28.693   | 12º     | 9     |
| 8º   | 4   | Hiroshi Aoyama   | Honda World Superbike         | Honda CBR1000RR      | 16   | +29.581   | 17º     | 8     |
| 9º   | 86  | Ayrton Badovini  | BMW Motorrad Italia GoldBet   | BMW S1000 RR         | 16   | +31.507   | 14º     | 7     |
| 10º  | 84  | Michel Fabrizio  | BMW Motorrad Italia GoldBet   | BMW S1000 RR         | 16   | +31.587   | 15º     | 6     |
| 11º  | 2   | Leon Camier      | FIXI Crescent Suzuki          | Suzuki GSX-R1000     | 16   | +31.710   | 9º      | 5     |
| 12º  | 21  | John Hopkins     | FIXI Crescent Suzuki          | Suzuki GSX-R1000     | 16   | +33.167   | 19º     | 4     |
| 13º  | 58  | Eugene Laverty   | Aprilia Racing                | Aprilia RSV4 Factory | 16   | +37.843   | 3º      | 3     |
| 14º  | 5   | Alexander Lundh  | Team Pedercini                | Kawasaki ZX-10R      | 16   | +37.993   | 20º     | 2     |
| 15º  | 151 | Matteo Baiocco   | Red Devils Roma               | Ducati 1098R         | 16   | +39.397   | 22º     | 1     |
| 16º  | 87  | Lorenzo Zanetti  | PATA Racing                   | Ducati 1098R         | 16   | +39.666   | 18º     |       |
| 17º  | 64  | Norino Brignola  | Grillini Progea Superbike     | BMW S1000 RR         | 16   | +39.397   | 23º     |       |
| 18º  | 57  | Lorenzo Lanzi    | Liberty Racing Team Effenbert | Ducati 1098R         | 16   | +1:00.356 | 21º     |       |
| 19º  | 91  | Leon Haslam      | BMW Motorrad Motorsport       | BMW S1000 RR         | 15   | +1 giro   | 6º      |       |

#### Ritirato
| Nº | Pilota      | Squadra        | Motocicletta    | Giri | Griglia |
| -- | ----------- | -------------- | --------------- | ---- | ------- |
| 44 | David Salom | Team Pedercini | Kawasaki ZX-10R | 10   | 16º     |

#### Ritirati nella prima parte di gara
| Nº | Pilota           | Squadra                 | Motocicletta         | Giri | Griglia |
| -- | ---------------- | ----------------------- | -------------------- | ---- | ------- |
| 34 | Davide Giugliano | Althea Racing           | Ducati 1098R         | 0    | 10º     |
| 19 | Chaz Davies      | ParkinGO MTC Racing     | Aprilia RSV4 Factory | 0    | 8º      |
| 33 | Marco Melandri   | BMW Motorrad Motorsport | BMW S1000 RR         | 0    | 4º      |

### Gara 2

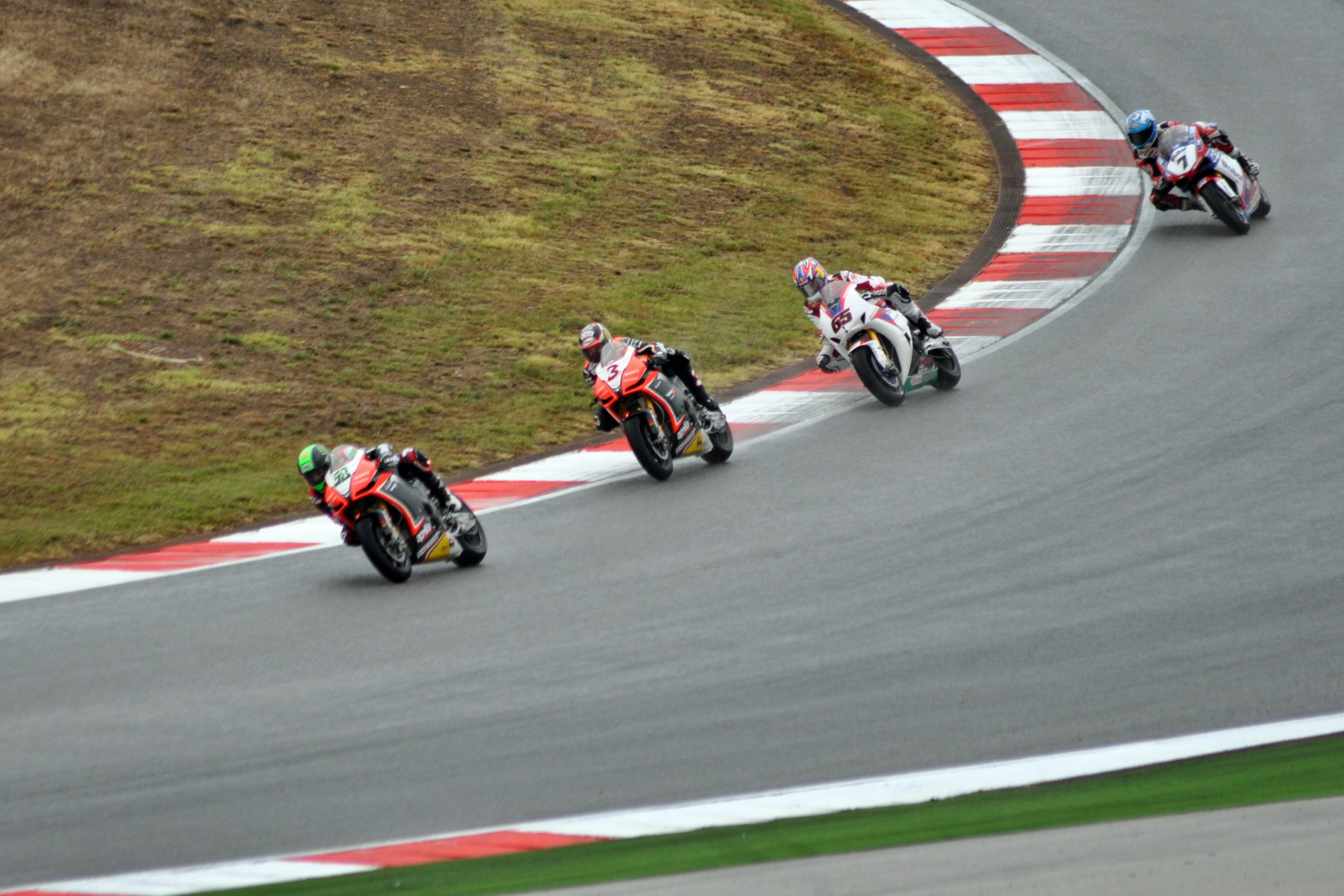
Laverty, Biaggi, Rea e Checa in una fase di gara

Resoconto ufficiale

#### Arrivati al traguardo
| Pos. | Nº | Pilota           | Squadra                       | Motocicletta         | Giri | Tempo     | Griglia | Punti |
| ---- | -- | ---------------- | ----------------------------- | -------------------- | ---- | --------- | ------- | ----- |
| 1º   | 58 | Eugene Laverty   | Aprilia Racing                | Aprilia RSV4 Factory | 22   | 38:35.105 | 3º      | 25    |
| 2º   | 65 | Jonathan Rea     | Honda World Superbike         | Honda CBR1000RR      | 22   | +0.162    | 6º      | 20    |
| 3º   | 3  | Max Biaggi       | Aprilia Racing                | Aprilia RSV4 Factory | 22   | +3.766    | 4º      | 16    |
| 4º   | 50 | Sylvain Guintoli | PATA Racing                   | Ducati 1098R         | 22   | +10.440   | 10º     | 13    |
| 5º   | 7  | Carlos Checa     | Althea Racing                 | Ducati 1098R         | 22   | +20.153   | 2º      | 11    |
| 6º   | 86 | Ayrton Badovini  | BMW Motorrad Italia GoldBet   | BMW S1000 RR         | 22   | +23.152   | 13º     | 10    |
| 7º   | 76 | Loris Baz        | Kawasaki Racing               | Kawasaki ZX-10R      | 22   | +27.314   | 11º     | 9     |
| 8º   | 84 | Michel Fabrizio  | BMW Motorrad Italia GoldBet   | BMW S1000 RR         | 22   | +35.682   | 14º     | 8     |
| 9º   | 68 | Brett McCormick  | Effenbert Liberty Racing      | Ducati 1098R         | 22   | +35.766   | 12º     | 7     |
| 10º  | 57 | Lorenzo Lanzi    | Liberty Racing Team Effenbert | Ducati 1098R         | 22   | +38.311   | 20º     | 6     |
| 11º  | 21 | John Hopkins     | FIXI Crescent Suzuki          | Suzuki GSX-R1000     | 22   | +47.814   | 18º     | 5     |
| 12º  | 87 | Lorenzo Zanetti  | PATA Racing                   | Ducati 1098R         | 22   | +57.359   | 17º     | 4     |
| 13º  | 44 | David Salom      | Team Pedercini                | Kawasaki ZX-10R      | 22   | +1:11.035 | 15º     | 3     |
| 14º  | 5  | Alexander Lundh  | Team Pedercini                | Kawasaki ZX-10R      | 22   | +1:28.197 | 19º     | 2     |
| 15º  | 64 | Norino Brignola  | Grillini Progea Superbike     | BMW S1000 RR         | 22   | +1:42.589 | 22º     | 1     |

#### Non classificato
| Nº | Pilota           | Squadra       | Motocicletta | Giri | Griglia |
| -- | ---------------- | ------------- | ------------ | ---- | ------- |
| 34 | Davide Giugliano | Althea Racing | Ducati 1098R | 10   | 9º      |

#### Ritirati
| Nº  | Pilota         | Squadra                 | Motocicletta         | Giri | Griglia |
| --- | -------------- | ----------------------- | -------------------- | ---- | ------- |
| 2   | Leon Camier    | FIXI Crescent Suzuki    | Suzuki GSX-R1000     | 21   | 8º      |
| 4   | Hiroshi Aoyama | Honda World Superbike   | Honda CBR1000RR      | 9    | 16º     |
| 151 | Matteo Baiocco | Red Devils Roma         | Ducati 1098R         | 8    | 21º     |
| 19  | Chaz Davies    | ParkinGO MTC Racing     | Aprilia RSV4 Factory | 4    | 7º      |
| 66  | Tom Sykes      | Kawasaki Racing         | Kawasaki ZX-10R      | 3    | 1º      |
| 91  | Leon Haslam    | BMW Motorrad Motorsport | BMW S1000 RR         | 2    | 5º      |

#### Non partito
| Nº | Pilota         | Squadra                 | Motocicletta |
| -- | -------------- | ----------------------- | ------------ |
| 33 | Marco Melandri | BMW Motorrad Motorsport | BMW S1000 RR |

## Supersport
Resoconto ufficiale

### Arrivati al traguardo
| Pos. | Nº  | Pilota            | Squadra                   | Motocicletta        | Giri | Tempo     | Griglia | Punti |
| ---- | --- | ----------------- | ------------------------- | ------------------- | ---- | --------- | ------- | ----- |
| 1º   | 16  | Jules Cluzel      | PTR Honda                 | Honda CBR600RR      | 20   | 36:05.886 | 3º      | 25    |
| 2º   | 54  | Kenan Sofuoğlu    | Kawasaki Lorenzini        | Kawasaki ZX-6R      | 20   | +0.645    | 7º      | 20    |
| 3º   | 99  | Fabien Foret      | Kawasaki Intermoto Step   | Kawasaki ZX-6R      | 20   | +0.969    | 2º      | 16    |
| 4º   | 23  | Broc Parkes       | Ten Kate Racing Products  | Honda CBR600RR      | 20   | +1.035    | 1º      | 13    |
| 5º   | 11  | Sam Lowes         | Bogdanka PTR Honda        | Honda CBR600RR      | 20   | +3.905    | 4º      | 11    |
| 6º   | 32  | Sheridan Morais   | Kawasaki Lorenzini        | Kawasaki ZX-6R      | 20   | +5.936    | 5º      | 10    |
| 7º   | 4   | Dan Linfoot       | MSD R-N Racing Team India | Kawasaki ZX-6R      | 20   | +22.555   | 16º     | 9     |
| 8º   | 25  | Alex Baldolini    | Power Team by Suriano     | Triumph Daytona 675 | 20   | +22.595   | 10º     | 8     |
| 9º   | 34  | Ronan Quarmby     | PTR Honda                 | Honda CBR600RR      | 20   | +23.121   | 20º     | 7     |
| 10º  | 20  | Mathew Scholtz    | Bogdanka PTR Honda        | Honda CBR600RR      | 20   | +23.740   | 11º     | 6     |
| 11º  | 55  | Massimo Roccoli   | PATA by Martini           | Yamaha YZF R6       | 20   | +24.516   | 9º      | 5     |
| 12º  | 65  | Vladimir Leonov   | Yakhnich Motorsport       | Yamaha YZF R6       | 20   | +25.609   | 6º      | 4     |
| 13º  | 8   | Andrea Antonelli  | Bike Service R.T.         | Yamaha YZF R6       | 20   | +25.617   | 17º     | 3     |
| 14º  | 3   | Jed Metcher       | Rivamoto Junior           | Yamaha YZF R6       | 20   | +25.919   | 21º     | 2     |
| 15º  | 14  | Gábor Talmácsi    | PRORACE                   | Honda CBR600RR      | 20   | +27.667   | 14º     | 1     |
| 16º  | 93  | Florian Marino    | MSD R-N Racing Team India | Kawasaki ZX-6R      | 20   | +27.669   | 8º      |       |
| 17º  | 117 | Miguel Praia      | Ten Kate Racing Products  | Honda CBR600RR      | 20   | +30.246   | 12º     |       |
| 18º  | 53  | Valentin Debise   | SMS Racing                | Honda CBR600RR      | 20   | +30.584   | 23º     |       |
| 19º  | 98  | Romain Lanusse    | Kawasaki Intermoto Step   | Kawasaki ZX-6R      | 20   | +30.767   | 18º     |       |
| 20º  | 10  | Imre Tóth         | Racing Team Toth          | Honda CBR600RR      | 20   | +32.093   | 19º     |       |
| 21º  | 38  | Balázs Németh     | Racing Team Toth          | Honda CBR600RR      | 20   | +52.261   | 25º     |       |
| 22º  | 40  | Martin Jessopp    | Riders PTR Honda          | Honda CBR600RR      | 20   | +1:13.403 | 29º     |       |
| 23º  | 78  | Sergey Vlasov     | Yakhnich Motorsport       | Yamaha YZF R6       | 20   | +1:13.599 | 28º     |       |
| 24º  | 125 | Danilo Marrancone | KUJA Racing               | Honda CBR600RR      | 20   | +1:18.998 | 27º     |       |
| 25º  | 94  | Axel Maurin       | Team GOELEVEN             | Kawasaki ZX-6R      | 19   | +1 giro   | 32º     |       |

### Ritirati
| Nº | Pilota            | Squadra               | Motocicletta        | Giri | Griglia |
| -- | ----------------- | --------------------- | ------------------- | ---- | ------- |
| 33 | Yves Polzer       | MRC Austria           | Yamaha YZF R6       | 16   | 30º     |
| 7  | Adrian Pasek      | Bogdanka Honda PTR    | Honda CBR600RR      | 14   | 31º     |
| 61 | Fabio Menghi      | VFT Racing            | Yamaha YZF R6       | 13   | 26º     |
| 87 | Luca Marconi      | VFT Racing            | Yamaha YZF R6       | 9    | 22º     |
| 13 | Dino Lombardi     | Team Lorini           | Honda CBR600RR      | 8    | 24º     |
| 24 | Eduard Blokhin    | Rivamoto              | Yamaha YZF R6       | 5    | 33º     |
| 31 | Vittorio Iannuzzo | Power Team by Suriano | Triumph Daytona 675 | 1    | 13º     |
| 22 | Roberto Tamburini | Team Lorini           | Honda CBR600RR      | 0    | 15º     |

## Superstock

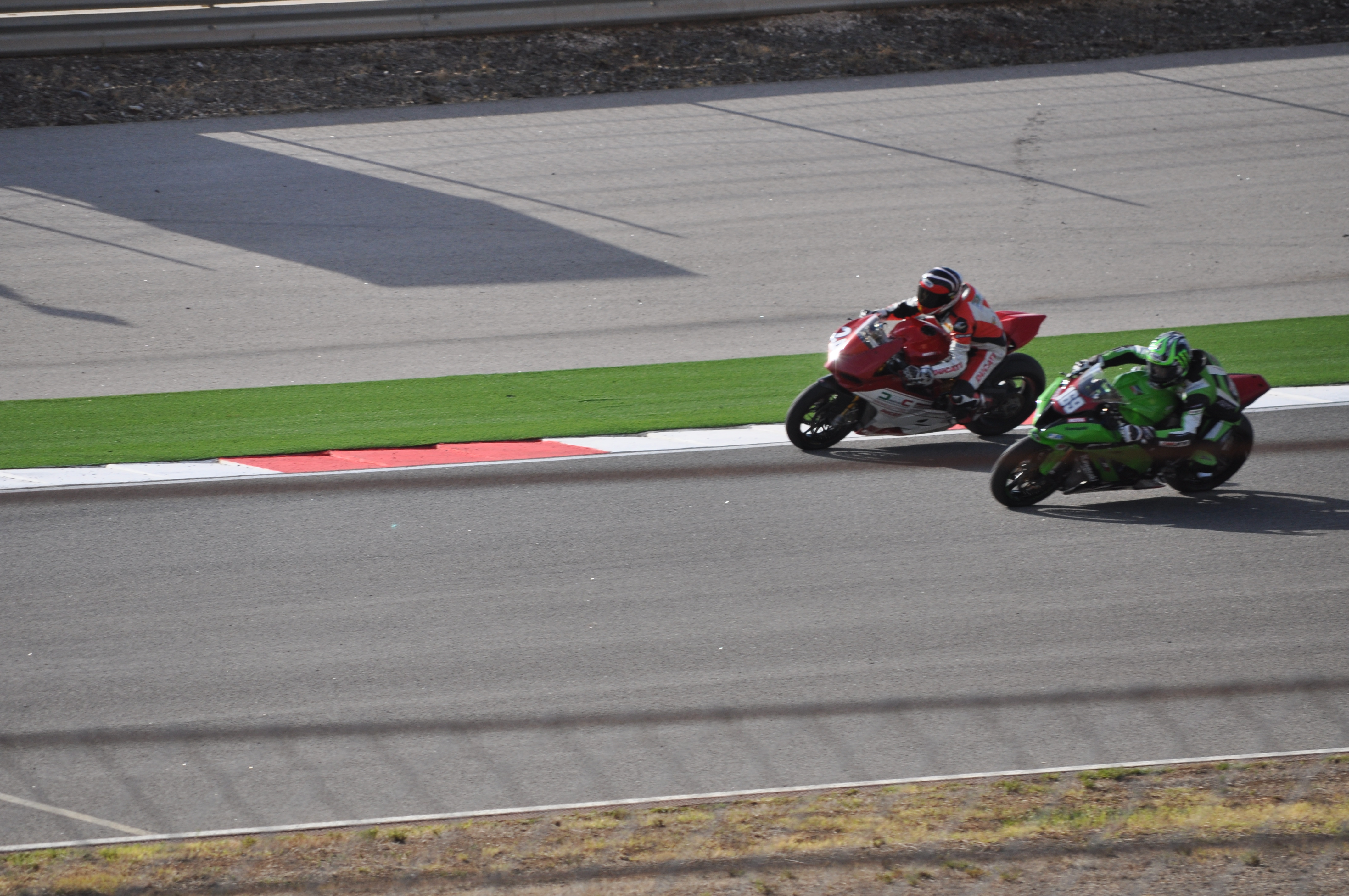
McFadden e Coglan in una fase di gara

La pole position è stata fatta segnare da Sylvain Barrier in 1:45.487; Jérémy Guarnoni ha effettuato il giro più veloce in gara, in 1:47.031.

### Arrivati al traguardo
| Pos. | Nº  | Pilota              | Squadra                     | Motocicletta         | Giri | Tempo     | Griglia | Punti |
| ---- | --- | ------------------- | --------------------------- | -------------------- | ---- | --------- | ------- | ----- |
| 1º   | 67  | Bryan Staring       | Team Pedercini              | Kawasaki ZX-10R      | 12   | 21:34.528 | 2º      | 25    |
| 2º   | 20  | Sylvain Barrier     | BMW Motorrad Italia GoldBet | BMW S1000 RR         | 12   | +1.722    | 1º      | 20    |
| 3º   | 11  | Jérémy Guarnoni     | MRS                         | Kawasaki ZX-10R      | 12   | +3.839    | 6º      | 16    |
| 4º   | 32  | Lorenzo Savadori    | Barni Racing Team Italia    | Ducati 1199 Panigale | 12   | +6.249    | 7º      | 13    |
| 5º   | 47  | Eddi La Marra       | Barni Racing Team Italia    | Ducati 1199 Panigale | 12   | +6.444    | 3º      | 11    |
| 6º   | 71  | Christoffer Bergman | BWG Racing Kawasaki         | Kawasaki ZX-10R      | 12   | +12.990   | 4º      | 10    |
| 7º   | 15  | Fabio Massei        | EAB Ten Kate Junior         | Honda CBR1000RR      | 12   | +16.963   | 5º      | 9     |
| 8º   | 92  | Leandro Mercado     | Team Pedercini              | Kawasaki ZX-10R      | 12   | +19.648   | 9º      | 8     |
| 9º   | 21  | Markus Reiterberger | Alpha Racing                | BMW S1000 RR         | 12   | +19.708   | 10º     | 7     |
| 10º  | 69  | Ondřej Ježek        | SK Energy Racing            | Ducati 1098R         | 12   | +20.487   | 8º      | 6     |
| 11º  | 51  | Santiago Barragán   | Kawasaki PL Racing          | Kawasaki ZX-10R      | 12   | +20.754   | 12º     | 5     |
| 12º  | 169 | David McFadden      | MRS                         | Kawasaki ZX-10R      | 12   | +37.996   | 21º     | 4     |
| 13º  | 36  | Philippe Thiriet    | Brazil by ASPI              | Kawasaki ZX-10R      | 12   | +41.520   | 15º     | 3     |
| 14º  | 155 | Tiago Dias          | Team Dias                   | Kawasaki ZX-10R      | 12   | +44.098   | 17º     | 2     |
| 15º  | 42  | Heber Pedrosa       | Brazil by ASPI              | Kawasaki ZX-10R      | 12   | +54.819   | 18º     | 1     |
| 16º  | 50  | Marco Solorza       | Kawasaki PL Racing          | Kawasaki ZX-10R      | 12   | +1:01.577 | 16º     |       |
| 17º  | 16  | Artur Wielebski     | SK Energy - Bogdanka Racing | Ducati 1098R         | 12   | +1:04.385 | 22º     |       |
| 18º  | 61  | Alexey Ivanov       | DMC Racing                  | Ducati 1199 Panigale | 12   | +1:23.816 | 24º     |       |
| 19º  | 30  | Bogdan Vrajitoru    | CSM Bucharest               | Kawasaki ZX-10R      | 12   | +1:24.590 | 23º     |       |

### Ritirati
| Nº | Pilota              | Squadra          | Motocicletta         | Giri | Griglia |
| -- | ------------------- | ---------------- | -------------------- | ---- | ------- |
| 24 | Kev Coghlan         | DMC Racing       | Ducati 1199 Panigale | 4    | 13º     |
| 98 | Lukas Ockelfelt     | EdgeZone Racing  | Suzuki GSX-R1000     | 3    | 20º     |
| 93 | Matthieu Lussiana   | Team ASPI        | Kawasaki ZX-10R      | 3    | 11º     |
| 37 | Andrzej Chmielewski | Red Devils Roma  | Ducati 1098R         | 0    | 19º     |
| 55 | Tomáš Svitok        | SK Energy Racing | Ducati 1098R         | 0    | 14º     |